# Forcola

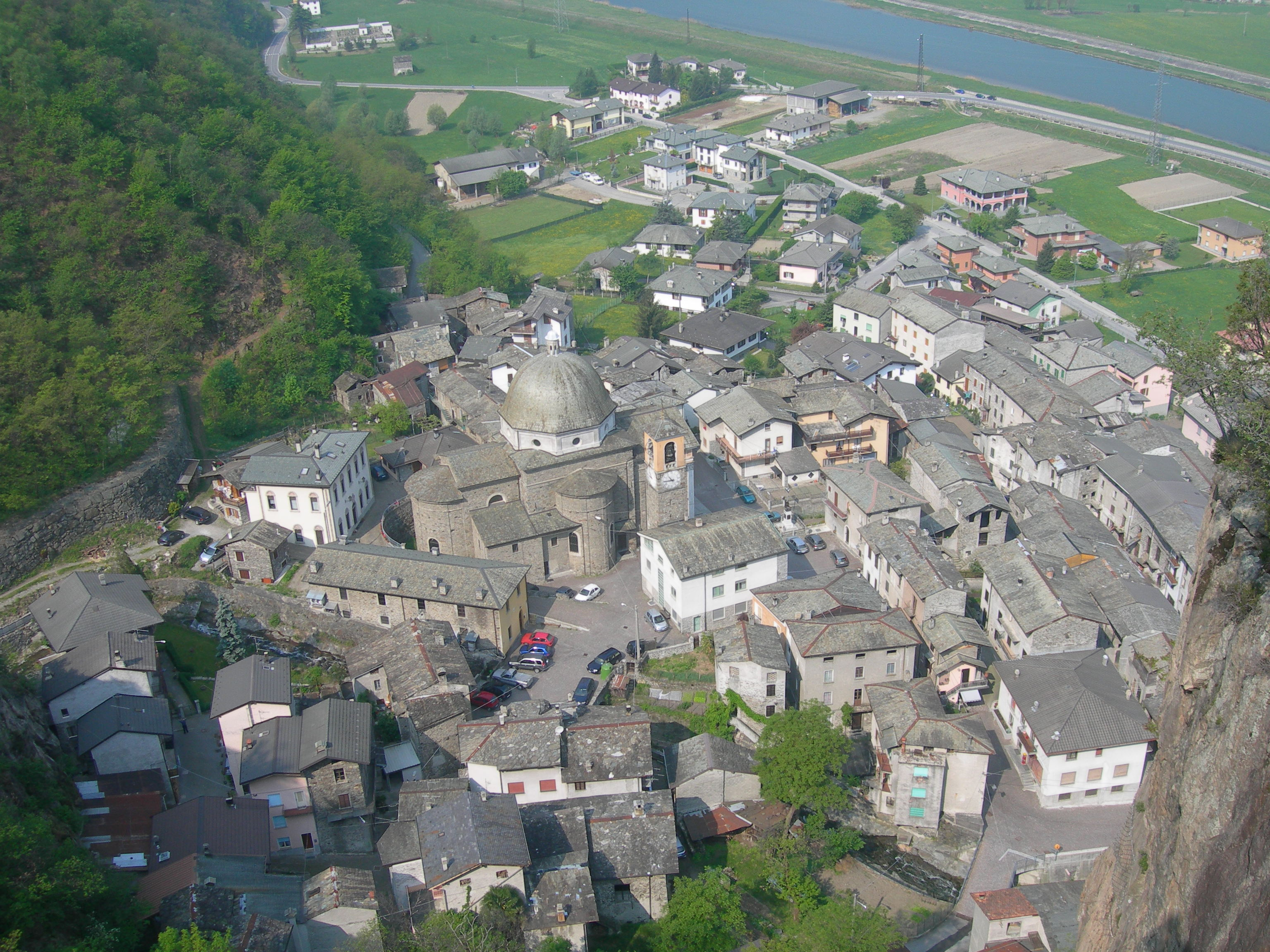
Forcola

Forcola ist eine norditalienische Gemeinde (comune) in der Provinz Sondrio in der Lombardei.

## Lage und Einwohner
Die Gemeinde liegt etwa 17 Kilometer westlich von der Provinzhauptstadt Sondrio an der Adda im Veltlin. Der Verwaltungssitz der 754 Einwohner (Stand 31. Dezember 2024) zählenden Gemeinde befindet sich in der Fraktion Sirta. Die weiteren Fraktionen sind Alfaedo, Bacino Adda, Ca', Piani, Piani Selvetta, Selvetta und Somvalle.
Die Nachbargemeinden sind Ardenno, Buglio in Monte, Colorina, Fusine, Talamona und Tartano.

## Verkehrsanbindung
Am nördlichen Rand der Gemeinde entlang führt die Strada Statale 38 dello Stelvio von Piantedo nach Bozen.

## Sehenswürdigkeiten
- Pfarrkirche San Giuseppe im Ortsteil Sirta entworfen vom Ingenieur Clemente Valenti von Talamona, angefangen in 1877 und geschlossen in 1896.
- Kirche San Carlo Borromeo im Ortsteil Selvetta.
- Kletterhalle Caurga direkt über dem Kern von Sirta befindet sich eine Reihe von Felswänden, die mit einigen Wegen der 5. und 6. Klasse dienen.